# Valliquerville
Valliquerville är en kommun i departementet Seine-Maritime i regionen Normandie i norra Frankrike. Kommunen ligger i kantonen Yvetot som tillhör arrondissementet Rouen. År 2022 hade Valliquerville 1 464 invånare.

## Befolkningsutveckling
Antalet invånare i kommunen Valliquerville
| Referens: INSEE |